# Auburn (Washington)

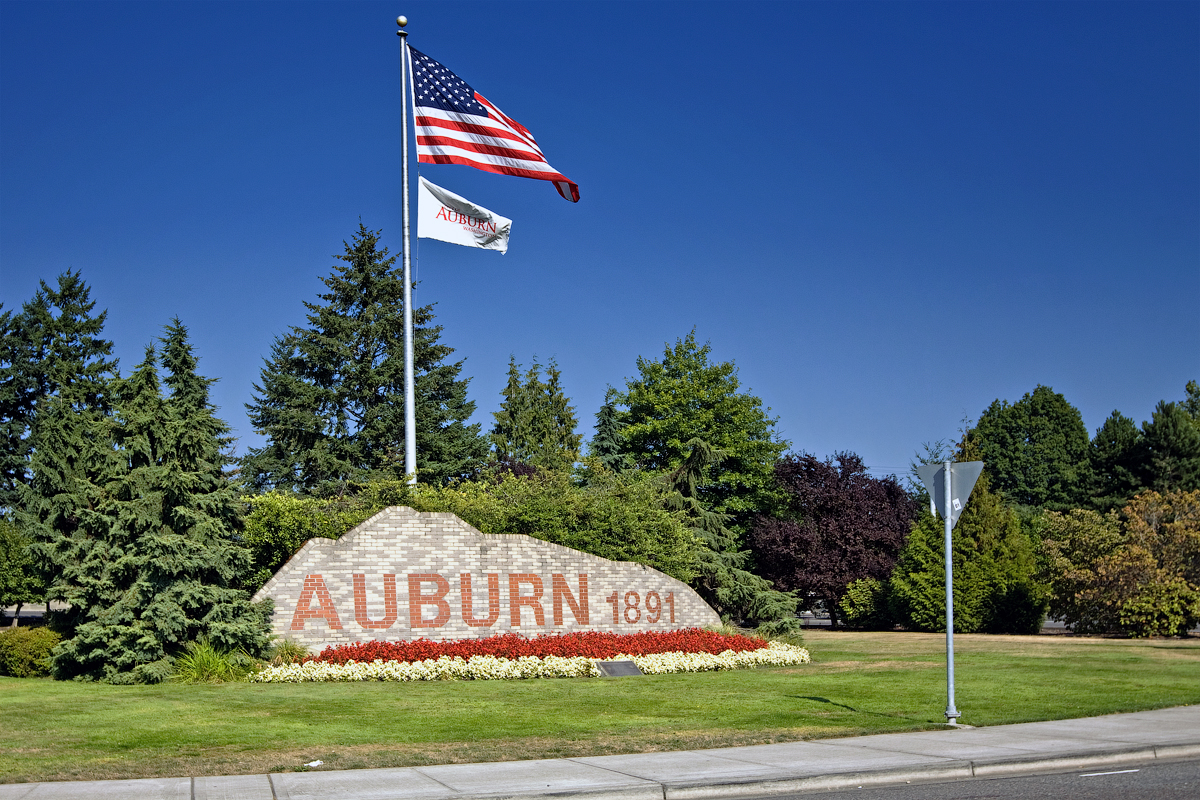

Auburn is een plaats (city) in de Amerikaanse staat Washington, en valt bestuurlijk gezien onder King County en Pierce County.

## Demografie
Bij de volkstelling in 2000 werd het aantal inwoners vastgesteld op 40.314.
In 2006 is het aantal inwoners door het United States Census Bureau geschat op 48.886, een stijging van 8572 (21,3%).

## Geografie
Volgens het United States Census Bureau beslaat de plaats een oppervlakte van
55,1 km², geheel bestaande uit land. Auburn ligt op ongeveer 31 m boven zeeniveau.

## Plaatsen in de nabije omgeving
De onderstaande figuur toont nabijgelegen plaatsen in een straal van 8 km rond Auburn.